# Романски, Стоян
Стоян Маринов Ро́мански (болг. Стоян Маринов Романски; 24 февраля 1882, Ботевград, Софийская область — 26 февраля 1959, София, Болгария) — болгарский филолог и этнограф, академик Болгарской академии наук. Один из величайших исследователей и ценителей болгарские грамоты Валахии и Молдавии.
Романски окончил факультет славистики при Софийском университете имени св. Климента Охридского. В Лейпциге он углубил свои знания. С 1909 года он работал преподавателем, а затем профессором в Софийском университете.
В своей научной деятельности он изучал балканистику. Основное внимание уделялось болгарской лингвистике, болгарской и славянской этнографии. Под его руководством проходила работа над «Словарём болгарского литературного языка современности». В 1950 году награждён премией имени Г. Димитрова.
Сын — дирижёр Любомир Романский, дочь — филолог Цветана Романска-Вранска.

## Труды
- Lehnwörter lateinischen Ursprungs im Bulgarischen, (deutsch, 1909)
- Orthographisches Wörterbuch der bulgarischen Literatursprache, 1933
- Wörterbuch der bulgarischen Literatursprache der Gegenwart, 1955, 1957, 1959